# Gubbskivan
Gubbskivan är ett musikalbum, nyutgivet 1999 av Tongång Records. Albumet är inspelat under en spelkväll hemma hos Leif Alpsjö i Göksby 1979 med några av uppländska folkmusikens största spelmän. Gubbskivan gav ursprungligen ut som LP 1979 på Leif Alpsjös eget förlag, Förlaget EMMA. 1999 släpptes en CD-utgåva, 1999. På skivan medverkar Eric Sahlström, Viksta-Lasse, Sven Larsson, Curt Tallroth, Bo Larsson, Leif Alpsjö och Gunnel Viking.

## Låtlista
Alla låtar är traditionella om inget annat anges.
1. "Vendelpolskan" (Viksta-Lasse) – 2:12
2. "Eklundavalsen" (Gunnel Viking) – 1:03
3. "Randig kjortel" – 1:55
4. "Polkett efter Gås Anders" – 1:37
5. "Spelmansglädje" (Eric Sahlström) – 1:50
6. "Byggna'n" – 1:42
7. "Långbacka Jans polska" (Jan Holmgren) – 2:07
8. "A-durvalsen" – 2:31
9. "Slängpolska" – 1:45
10. "Åltomtabromarschen" (Hjort Anders Olsson) – 2:58
11. "Det är så roligt att vara gifter, koka gröten och slicka vispen" – 2:07
12. "Gåslåten" – 2:32
13. "När jag dansar med min lilla brud" – 1:26
14. "Karl XII:s vals" – 1:45
15. "Långbacka Jans gånglåt" – 2:07
16. "Tobogubben" – 1:30
17. "Polska från Bergsjö" – 1:27
18. "Styfbergspolskan" – 1:24
19. "Leipzigs krigsmarsch" – 1:24
20. "Hardrevet" (Eric Sahlström) – 1:32
21. "Fäbodlåten" – 1:34

Total tid: 48:53

## Medverkande
- Leif Alpsjö
- Bo Larsson
- Viksta-Lasse
- Sven Larsson
- Eric Sahlström
- Curt Tallroth
- Gunnel Viking